# Socrate e compagnia bella
Socrate e compagnia bella è un libro di Luciano De Crescenzo pubblicato dalla Mondadori nel 2009. Nel libro l'autore descrive con una simpatica ironia i suoi filosofi preferiti, sono 9 per la precisione i filosofi dei quali lo scrittore ci scrive, essi sono, in ordine:
- Socrate (il piacere della conoscenza).
- Platone (L'amore).
- Eraclito (tutto scorre).
- Epicuro (La Felicità).
- Sant'Agostino (il peccato).
- Erasmo da Rotterdam (la follia).
- Galileo Galilei (la curiosità).
- Nietzsche (al di là del bene e del male).
- Albert Einstein (il tempo).